# Pinctada
Pinctada са род соленоводни тропически морски миди от семейство Pteriidae. Всички представители на рода произвеждат перли, които са обект на търговия.

## Видове
Видовете от род Pinctada са както следва:
- Pinctada albina (Lamarck, 1819)
- Pinctada capensis (Sowerby III, 1890)
- Pinctada chemnitzii (Philippi, 1849)
- Pinctada cumingii (Reeve, 1857)
- Pinctada galtsoffi Bartsch, 1931
- Pinctada imbricata Röding, 1798
- Pinctada inflata (Schumacher, 1817)
- Pinctada longisquamosa (Dunker, 1852)
- Pinctada maculata (Gould, 1850)
- Pinctada margaritifera (Linnaeus, 1758)
- Pinctada maxima (Jameson, 1901)
- Pinctada mazatlanica (Hanley, 1856)
- Pinctada nigra (Gould, 1850)
- Pinctada petersii (Dunker, 1852)
- Pinctada reeveana (Dunker, 1872)
- Pinctada sugillata (Reeve, 1857)
- Pinctada vidua (Gould, 1850)